# 保罗·维托里
保罗·维托里（義大利語：Paolo Vittori，1938年5月31日—），意大利男子篮球运动员。他曾随国家队参加1960年、1964年和1968年三届夏季奥运会，分别获得第四名、第五名和第八名。